# Осиповка (Костанайская область)
О́сиповка (каз. Осиповка) — село в Алтынсаринском районе Костанайской области Казахстана, входит в состав Большечураковского сельского округа. Код КАТО — 393235300.

## География
Населённый пункт расположен в 14,8 километрах (по автодороге) к востоку от районного центра села Убаганское, в 65 километрах к востоку от областного центра города Костаная, в 14 километрах к востоку от административного центра сельского округа села Большая Чураковка. Соседние сёла: Большая Чураковка в 14 километрах к западу, Новониколаевка в 6,1 километрах к юго-западу. Транспортное сообщение осуществляется автодорогой областного значения КР-14 Карасу — Большая Чураковка. Высота центра села — 189 метров над уровнем моря.

## История
Согласно составленному в 1923 году Списку населённых пунктов КССР, посёлок Осиповский входил в состав Больше-Чураковской волости Кустанайского уезда Кустанайской губернии. В посёлке при 153 хозяйствах проживало 1026 человек, а преобладающей национальностью являлись русские.  В сентябре 1925 года постановлением ЦИК Казахской АССР от 3 марта 1925 года Кустанайская губерния была упразднена, с последующим преобразованием всех уездов в один Кустанайский уезд:146—148. На основании ВЦИК от 14 сентября 1925 года Кустанайский уезд был преобразован в Кустанайский округ:146—148. После ликвидации волостного деления 17 января 1928 года, село входит в состав Затобольского района с административным центром в городе Кустанай:150—151.  
В декабре 1930 года на основании постановления ВЦИК от 23 июля 1930 года ликвидируется окружное деление. Затобольский район переименован в Кустанайский, укрупнён за счёт присоединения к нему частей Аман-Карагайского, Боровского, Затобольского, Мендыгаринского, Убаганского районов:194—195. С 20 февраля 1932 года — в составе новообразованной Актюбинской области. 29 декабря 1935 года из юго-восточной части Кустанайского района и южной части существовавшего Убаганского района образуется Убаганский район с административным центром в посёлке Больше-Чураковском:223—224. С июля 1936 года — в составе Костанайской области:234. На базе Затобольского, Кустанайского и Убаганского районов в 1963 году был создан Кустанайский сельский район с одновременной ликвидацией Убаганского района, в результате которого село была передана в состав Кустанайского района. В 1985 году район был восстановлен, а в 1991 году был переименован в Алтынсаринский район.

## Население
| Численность населения | Численность населения | Численность населения | Численность населения | Численность населения |
| 1923                  | 1989                  | 1999                  | 2009                  | 2021                  |
| --------------------- | --------------------- | --------------------- | --------------------- | --------------------- |
| 1026                  | ↘285                  | ↘279                  | ↘253                  | ↘72                   |

национальный состав
Процентное соотношение численно-преобладающих национальностей согласно переписи 1989 года:
| Национальность | Процентное соотношение |
| -------------- | ---------------------- |
| русские        | 34 %                   |
| немцы          | 32 %                   |
| украинцы       | 23 %                   |
| другие         | 11 %                   |